# Eriocaulon faberi
Eriocaulon faberi là một loài thực vật có hoa trong họ Cỏ dùi trống. Loài này được Ruhland mô tả khoa học đầu tiên năm 1903.